# Sakk-Európa-bajnokság
A sakk-Európa-bajnokság egy egyéni sakkverseny, amelyet az Európai Sakk Unió (ECU) szervez. A versenyt 2000 óta évenként rendezik meg külön nyílt és női kategóriában. A verseny célja az Európa-bajnoki cím odaítélése mellett kvalifikáció biztosítása a sakkvilágkupára.

## Előzmény

### München 1942
Sakk-Európa-bajnokság néven 1942-ben Münchenben a náci Németország rendezett egy versenyt. Ez azonban csak náci propagandaversenynek tekinthető, és nem jegyzik a hivatalos Európa-bajnokságok között, mivel a Németországgal szembenálló felek (Szovjetunió, Nagy-Britannia, Lengyelország) versenyzői, valamint a zsidó származású játékosok nem vehettek részt rajta. Ennek ellenére az év legrangosabb versenye volt, mivel játszott rajta Alekszandr Aljechin világbajnok, Paul Keres világbajnokjelölt, Jefim Bogoljubov korábbi világbajnoki döntős, Gösta Stoltz, aki 1941-ben Aljechin előtt a müncheni versenyt megnyerte és Klaus Junge, aki Aljechinnel holtversenyben nyerte az 1942-es prágai versenyt.
A versenyt két csoportban, A- és B-versenyként rendezték meg. Az erősebb A-versenyen Barcza Gedeon indulhatott, a B-versenyen Szily József és Füstér Géza képviselte Magyarországot.
Az A-verseny verseny végeredménye:
| #  | Versenyző             | Ország                   | 1 | 2 | 3 | 4 | 5 | 6 | 7 | 8 | 9 | 10 | 11 | 12 | Össz |
| 1  | Alekszandr Aljechin   | Franciaország            | x | 1 | ½ | ½ | 1 | 1 | 1 | 0 | 1 | ½  | 1  | 1  | 8½   |
| 2  | Paul Keres            | Észtország               | 0 | x | 1 | ½ | 0 | 1 | ½ | 1 | ½ | 1  | 1  | 1  | 7½   |
| 3  | Jan Foltys            | Cseh–Morva Protektorátus | ½ | 0 | x | 1 | ½ | 1 | 0 | ½ | 1 | 1  | ½  | 1  | 7    |
| 4  | Jefim Bogoljubov      | Németország              | ½ | ½ | 0 | x | 1 | 0 | 1 | 1 | ½ | 1  | ½  | 1  | 7    |
| 5  | Kurt Richter          | Németország              | 0 | 1 | ½ | 0 | x | ½ | ½ | 1 | ½ | 1  | 1  | 1  | 7    |
| 6  | Barcza Gedeon         | Magyarország             | 0 | 0 | 0 | 1 | ½ | x | ½ | 0 | 1 | ½  | 1  | 1  | 5½   |
| 7  | Klaus Junge           | Németország              | 0 | ½ | 1 | 0 | ½ | ½ | x | 1 | ½ | 0  | 0  | 1  | 5    |
| 8  | Ludwig Rellstab       | Németország              | 1 | 0 | ½ | 0 | 0 | 1 | 0 | x | 0 | ½  | 1  | ½  | 4½   |
| 9  | Gösta Stoltz          | Svédország               | 0 | ½ | 0 | ½ | ½ | 0 | ½ | 1 | x | 0  | 0  | 1  | 4    |
| 10 | Ivan Vladimir Rohaček | Szlovákia                | ½ | 0 | 0 | 0 | 0 | ½ | 1 | ½ | 1 | x  | ½  | 0  | 4    |
| 11 | Mario Napolitano      | Olaszország              | 0 | 0 | ½ | ½ | 0 | 0 | 1 | 0 | 1 | ½  | x  | 0  | 3½   |
| 12 | Braslav Rabar         | Független Horvát Állam   | 0 | 0 | 0 | 0 | 0 | 0 | 0 | ½ | 0 | 1  | 1  | x  | 2½   |
A B-verseny végeredménye
| #   | Versenyző          | Ország                 | 1 | 2 | 3 | 4 | 5 | 6 | 7 | 8 | 9 | 10 | 11 | 12 | Össz |
| 1   | Gösta Danielsson   | Svédország             | x | ½ | 0 | ½ | 1 | 1 | ½ | 1 | 1 | 1  | ½  | 1  | 8    |
| 2   | Szily József       | Magyarország           | ½ | x | ½ | ½ | ½ | ½ | 1 | 0 | 1 | 1  | ½  | 1  | 7    |
| 3–5 | Hans Müller        | Németország            | 1 | ½ | x | ½ | ½ | 1 | ½ | 0 | ½ | ½  | ½  | 1  | 6.5  |
| 3–5 | Füstér Géza        | Magyarország           | ½ | ½ | ½ | x | 1 | 0 | 0 | ½ | 1 | ½  | 1  | 1  | 6.5  |
| 3–5 | Federico Norcia    | Olaszország            | 0 | ½ | ½ | 0 | x | 1 | ½ | ½ | ½ | 1  | 1  | 1  | 6.5  |
| 6   | Vincenzo Nestler   | Olaszország            | 0 | ½ | 0 | 1 | 0 | x | 0 | 1 | 1 | ½  | 1  | 1  | 6    |
| 7–8 | Alekszandr Cvetkov | Bulgária               | ½ | 0 | ½ | 1 | ½ | 1 | x | ½ | 0 | ½  | 1  | 0  | 5.5  |
| 7–8 | Sergiu Samarian    | Románia                | 0 | 1 | 1 | ½ | ½ | 0 | ½ | x | 0 | 1  | 0  | 1  | 5.5  |
| 9   | Mladen Šubarić     | Független Horvát Állam | 0 | 0 | ½ | 0 | ½ | 0 | 1 | 1 | x | 0  | 1  | 1  | 5    |
| 10  | Carl Ahues         | Németország            | 0 | 0 | ½ | ½ | 0 | ½ | ½ | 0 | 1 | x  | ½  | 1  | 4.5  |
| 11  | Charles Roele      | Hollandia              | ½ | ½ | ½ | 0 | 0 | 0 | 0 | 1 | 0 | ½  | x  | 1  | 4    |
| 12  | Olof Kinnmark      | Svédország             | 0 | 0 | 0 | 0 | 0 | 0 | 1 | 0 | 0 | 0  | 0  | x  | 1    |

## A verseny lebonyolítása
A sakk-Európa-bajnokságot mind a nyílt versenyen (ahol férfiak és nők egyaránt indulhatnak), mind a női versenyeken a résztvevők számától függetlenül svájci rendszerben bonyolítják le. Ez alól egy kivétel volt, a 2000-es női bajnokság, amelyet egyenes kieséses (knockout) rendszerben játszottak.
A versenyeken a holtversenyek eldöntéséhez a Buchholz-számítást használják, kivéve az érmes helyezéseknél, ahol rájátszás útján döntik el a végeredményt.

## Végeredmények
A magyar versenyzők közül a nyílt versenyen Polgár Judit érte el a legjobb eredményt, amikor 2011-ben a 3. helyen bronzérmet szerzett. Előzőleg 2001-ben holtversenyben a 3–4. helyen végzett, de a rájátszás után csak a 4. helyre került.
A nők közül a legjobb eredményt Hoang Thanh Trang érte el, aki 2013-ban megnyerte a versenyt, és ezzel Európa-bajnoki címet szerzett.

### Nyílt verseny
| Ssz. | Év Helyszín                  | Érmesek | Magyar eredmények | Indulók Forrás |
| ---- | ---------------------------- | --- | --- | -------------- |
| 1.   | 2000 Saint-Vincent           | 1. Pavel Tregubov Oroszország 2. Alekszej Alekszandrov Fehéroroszország 3. Tomasz Markowski Lengyelország    | Csernyin Alexander (8) Sax Gyula (36) | 120            |
| 2.   | 2001 Ohrid                   | 1. Emil Sutovsky Izrael 2. Ruszlan Ponomarjov Ukrajna 3. Zurab Azmaiparasvili Grúzia                         | Polgár Judit (4) Gyimesi Zoltán (52) Almási Zoltán (57) Ruck Róbert (94) Czebe Attila (107) Ács Péter (152) Cao Szang (161) | 204            |
| 3.   | 2002 Batumi                  | 1. Bartłomiej Macieja Lengyelország 2. Mihail Gurevics Fehéroroszország 3. Szergej Volkov Oroszország        | – | 101            |
| 4.   | 2003 Isztambul               | 1. Zurab Azmaiparasvili Grúzia 2. Vlagyimir Malahov Oroszország 3. Aleksander Graf Németország               | Ruck Róbert (166) | 207            |
| 5.   | 2004 Antalya                 | 1. Vaszil Ivancsuk Ukrajna 2. Predrag Nikolić Bosznia-Hercegovina 3. Levon Aronján Örményország              | – | 74             |
| 6.   | 2005 Varsó                   | 1. Liviu-Dieter Nisipeanu Románia 2. Tejmur Radzsabov Azerbajdzsán 3. Levon Aronján Örményország             | – | 229            |
| 7.   | 2006 Kuşadası                | 1. Zdenko Kožul Horvátország 2. Vaszil Ivancsuk Ukrajna 3. Kirił Georgiev Bulgária                           | Balogh Csaba (16) | 138            |
| 8.   | 2007 Drezda                  | 1. Vladislav Tkachiev Franciaország 2. Emil Sutovsky Izrael 3. Dmitrij Jakovenko Oroszország                 | Almási Zoltán (11) Héra Imre (32) Ruck Róbert (54) Erdős Viktor (116) Cao Szang (140) Balogh Csaba (161) Szabó Krisztián (207) Bánusz Tamás (226) Boros Dénes (232) | 403            |
| 9.   | 2008 Plovdiv                 | 1. Szergej Tyivjakov Hollandia 2. Szergej Movszeszjan Szlovákia 3. Szergej Volkov Oroszország                | Erdős Viktor (58) Balogh Csaba (99) Almási Zoltán (155) Czebe Attila (180) Szabó Krisztián (192) Bérczes Dávid (213) Cao Szang (230) Balog Imre (247) Végh Endre (264) Mihók Olivér (278) | 337            |
| 10.  | 2009 Budva                   | 1. Jevgenyij Jurjevics Tomasevszkij Oroszország 2. Vlagyimir Malahov Oroszország 3. Baadur Jobava Grúzia     | Erdős Viktor (75) Berkes Ferenc (81) Ruck Róbert (88) Szabó Krisztián (111) Héra Imre (128) Prohászka Péter (142) Bánusz Tamás (145) Bérczes Dávid (178) Papp Petra (266) | 306            |
| 11.  | 2010 Rijeka                  | 1. Jan Nyepomnyascsij Oroszország 2. Baadur Jobava Grúzia 3. Artyom Tyimofejev Oroszország                   | Almási Zoltán (6) Berkes Ferenc (23) Gyimesi Zoltán (54) Balogh Csaba (55) Ruck Róbert (114) Erdős Viktor (151) Bánusz Tamás (158) Prohászka Péter (185) Héra Imre (189) Horváth Ádám (201) Bérczes Dávid (209) Szabó Krisztián (215) Mihók Olivér (227) Medvegy Zoltán (268) Boros Dénes (278) Szamosközi Gábor (292) Fehér Ádám (301) | 408            |
| 12.  | 2011 Aix-les-Bains           | 1. Vlagyimir Potkin Oroszország 2. Radosław Wojtaszek Lengyelország 3. Polgár Judit Magyarország             | Polgár Judit (3) Rapport Richárd (56) Balogh Csaba (69) Antal Gergely (166) | 393            |
| 13.  | 2012 Plovdiv                 | 1. Dmitrij Jakovenko Oroszország 2. Laurent Fressinet Franciaország 3. Vlagyimir Malahov Oroszország         | Berkes Ferenc (24) Balogh Csaba (26) Ruck Róbert (90) Prohászka Péter (96) Fodor Tamás (104) Papp Gábor (114) Erdős Viktor (131) Rapport Richárd (132) Pap Gyula (161) Bánusz Tamás (164) Antal Tibor Kende (198) Schneider Veronika (289) Barta József (324) Pein Milán (341)                                                          | 344            |
| 14.  | 2013 Legnica                 | 1. Olekszandr Moiszejenko Ukrajna 2. Jevgenyij Alekszejev Oroszország 3. Jevgenyij Romanov Oroszország       | Balogh Csaba (32) Berkes Ferenc (34) Ruck Róbert (46) Almási Zoltán (52) Papp Gábor (55) Pap Gyula (121) Fodor Tamás (142) Antal Tibor Kende (272) Szőnyi Bence (276) | 286            |
| 15.  | 2014 Jereván                 | 1. Alekszandr Motiljev Oroszország 2. David Antón Guijarro Spanyolország 3. Vlagyimir Fedoszejev Oroszország | Balogh Csaba (23) Polgár Judit (54) Almási Zoltán (63) | 259            |
| 16.  | 2015 Jeruzsálem              | 1. Jevgenyij Najer Oroszország 2. David Navara Csehország 3. Mateusz Bartel Lengyelország                    | Erdős Viktor (49) Bánusz Tamás (79) | 250            |
| 17.  | 2016 Gjakova (Koszovó)       | 1. Ernyeszto Inarkijev Oroszország 2. Igor Kovalenko Lettország 3. Baadur Jobava Grúzia                      | Berkes Ferenc (44) Prohászka Péter (74) Antal Gergely (90) | 255            |
| 18.  | 2017 Minszk                  | 1. Makszim Matlakov Oroszország 2. Baadur Jobava Grúzia 3. Vlagyimir Fedoszejev Oroszország                  | Erdős Viktor (26) Berkes Ferenc (37) Prohászka Péter (74) Lékó Péter (90) Gledura Benjámin (146) Bánusz Tamás (183) Ruck Róbert (252) | 397            |
| 19.  | 2018 Batumi                  | 1. Ivan Šarić Horvátország 2. Radosław Wojtaszek Lengyelország 3. Szanan Szjugirov Oroszország               | Erdős Viktor (43) Berkes Ferenc (60) Kántor Gergely (118) Ruck Róbert (212) | 302            |
| 20.  | 2019 Szkopje                 | 1. Vlagyiszlav Artyemjev Oroszország 2. Nils Gradelius Svédország 3. Kacper Piorun Lengyelország             | Berkes Ferenc (5) Gledura Benjámin (19) Erdős Viktor (64) Ruck Róbert (101) Kozák Ádám (141) Csiki Endre (178) Krstulovic Alex (234) Ongut Tamás Gunes (310) | 365            |
| 21.  | 2021 Reykjavík               | 1. Anton Gyemcsenko Oroszország 2. Vincent Keymer Németország 3. Alekszej Szarana Oroszország                | Erdős Viktor (7) Nagy Gábor (21) Bánusz Tamás (49) Kozák Ádám (68) Gombocz Ferenc (141) | 180            |
| 22.  | 2022 Brežice, Szlovénia      | 1. Matthias Blübaum Németország 2. Gabriel Sargissian Örményország 3. Ivan Šarić Horvátország                | Kozák Ádám (81) Prohászka Péter (98) Gombocz Ferenc (130) Pesti Áron (141.) Kántor Gergely (143.) Erdős Viktor (190.) Papp Gábor (192.) Gaál Zsóka (278.) | 317            |
| 23.  | 2023 Vrnjačka Banja, Szerbia | 1. Alekszej Szarana Oroszország 2. Kirill Sevcsenko Románia 3. Daniel Dardha Belgium                         | Gledura Benjámin (24) Kozák Ádám (50) Szergej Grigorjanc (86) Pásztor Balázs (182.) Pásti Áron (183.) Gombocz Ferenc (255.) Leszkó Bence (265.) Palczert Mátyás (286.) Gaál Zsóka (292.) | 484            |
| 24.  | 2024 Petrovac, Montenegró    | 1. Aleksandar Inđić Szerbia 2. Daniel Dardha Belgium 3. Frederik Swane Németország                           | Szanan Szjugirov (48) Szergej Grigorjanc (61) Bodrogi Bendegúz (97.) Dudin Gleb (112.) Pásztor Balázs (126.) Gombocz Ferenc (201.) Juhász Ágoston (202.) Vanczák Tamás (215.) Leszkó Bence (289.) Szente Varga Fruzsina (298.) Bognár Csaba (332.)                                                                                      | 388            |
| 25.  | 2025 Eforie, Románia         | 1. Matthias Blübaum Németország 2. Frederik Swane Németország 3. Maxim Rodshtein Izrael                      | Gledura Benjámin (5) Kántor Gergely (11) Kozák Ádám (55.) Dudin Gleb (67.) Pásztor Balázs (115.) Bodrogi Bendegúz (144.) Csonka Balázs (158.) Gombocz Ferenc (178.) Palczert Mátyás (232.) Bognár Csaba (319.) | 375            |

### Női verseny
| Ssz. | Év Helyszín        | Érmesek | Magyar eredmények | Résztvevők Forrás |
| ---- | ------------------ | --- | --- | ----------------- |
| 1.   | 2000 Batumi        | 1. Natalija Zsukova Ukrajna 2. Jekatyerina Kovalevszkaja Oroszország 3. Maia Csiburdanidze Grúzia 4. Tatjana Sztyepovaja Oroszország | Mádl Ildikó (9–16) | 32                |
| 2.   | 2001 Varsó         | 1. Almira Skripchenko Moldova 2. Jekatyerina Kovalevszkaja Oroszország 3. Ketevan Arachamia-Grant Grúzia                             | Grábics Mónika (84) | 157               |
| 3.   | 2002 Várna         | 1. Antoaneta Sztefanova Bulgária 2. Lilit Mkrtchian Örményország 3. Alisza Galljamova Oroszország                                    | – | 114               |
| 4.   | 2003 Isztambul     | 1. Pia Cramling Svédország 2. Viktorija Čmilytė Litvánia 3. Tatyjana Koszinceva Oroszország                                          | – | 115               |
| 5.   | 2004 Drezda        | 1. Alekszandra Kosztyenyuk Oroszország 2. Peng Csao-csin Hollandia 3. Antoaneta Sztefanova Bulgária                                  | – | 108               |
| 6.   | 2005 Kisinyov      | 1. Katyerina Lahno Ukrajna 2. Nagyezsda Koszinceva Oroszország 3. Dembo Jelena Görögország                                           | Vajda Szidónia (47) Rudolf Anna (59) | 164               |
| 7.   | 2006 Kuşadası      | 1. Ekaterina Atalık Törökország 2. Tea Bosboom-Lanchava Hollandia 3. Lilit Mkrtchian Örményország                                    | – | 164               |
| 8.   | 2007 Drezda        | 1. Tatyjana Koszinceva Oroszország 2. Antoaneta Sztefanova Bulgária 3. Nagyezsda Koszinceva Oroszország                              | Hoang Thanh Trang (4) Vajda Szidónia (26) Rudolf Anna (41)                                                                                     | 150               |
| 9.   | 2008 Plovdiv       | 1. Katyerina Lahno Ukrajna 2. Viktorija Čmilytė Litvánia 3. Anna Usenyina Ukrajna                                                    | Hoang Thanh Trang (19) Schneider Veronika (58) Rudolf Anna (70) Vajda Szidónia (75) Gara Anita (83)                                            | 159               |
| 10.  | 2009 Szentpétervár | 1. Tatyjana Koszinceva Oroszország 2. Lilit Mkrtchian Örményország 3. Natalja Pogonyina Oroszország                                  | Hoang Thanh Trang (10) | 168               |
| 11.  | 2010 Rijeka        | 1. Pia Cramling Svédország 2. Viktorija Čmilytė Litvánia 3. Monika Soćko Lengyelország                                               | Hoang Thanh Trang (19) Schneider Veronika (33) Papp Petra (80)                                                                                 | 158               |
| 12.  | 2011 Tbiliszi      | 1. Viktorija Čmilytė Litvánia 2. Antoaneta Sztefanova Bulgária 3. Elina Danielian Örményország                                       | Hoang Thanh Trang (19) | 130               |
| 13.  | 2012 Gaziantep     | 1. Valentyina Gunyina Oroszország 2. Tatyjana Koszinceva Oroszország 3. Anna Muzicsuk Szlovénia                                      | Hoang Thanh Trang (12) | 103               |
| 14.  | 2013 Belgrád       | 1. Hoang Thanh Trang Magyarország 2. Salome Melia Grúzia 3. Lilit Mkrtchian Örményország                                             | Hoang Thanh Trang (1) Papp Petra (82) | 169               |
| 15.  | 2014 Plovdiv       | 1. Valentyina Gunyina Oroszország 2. Tatyjana Koszinceva Oroszország 3. Salome Melia Grúzia                                          | Hoang Thanh Trang (20) | 169               |
| 16.  | 2015 Plovdiv       | 1. Natalija Zsukova Ukrajna 2. Nino Baciasvili Grúzia 3. Alina Kaslinszkaja Oroszország                                              | Hoang Thanh Trang (19) | 169               |
| 17.  | 2016 Mamaia        | 1. Anna Usenyina Ukrajna 2. Sabrina Vega Gutierrez Spanyolország 3. Antoaneta Sztefanova Bulgária                                    | Vajda Szidónia (19) Gara Tícia (28) Gara Anita (36) Papp Petra (69) Rudolf Anna (94)                                                           | 112               |
| 18.  | 2017 Riga          | 1. Nana Dzagnidze Grúzia 2. Alekszandra Gorjacskina Oroszország 3. Alisza Galljamova Oroszország                                     | Hoang Thanh Trang (13) Gara Anita (14) Papp Petra (34) Vajda Szidónia (36) Gara Tícia (58)                                                     | 144               |
| 19.  | 2018 Magastátra    | 1. Valentyina Gunyina Oroszország 2. Nana Dzagnidze Grúzia 3. Anna Usenyina Ukrajna                                                  | Gara Tícia (21.) Gara Anita (55.) Hoang Thanh Trang (56.)                                                                                      | 144               |
| 20.  | 2019 Antalya       | 1. Alina Kaslinszkaja Oroszország 2. Marie Sebag Franciaország 3. Elisabeth Pähtz Németország                                        | Hoang Thanh Trang (53.) | 130               |
| 21.  | 2021 Iași          | 1. Elina Danielian Örményország 2. Julija Oszmak Ukrajna 3. Oliwia Kiołbasa Lengyelország                                            | Hoang Thanh Trang (35.) Havanecz Bianka (63.)                                                                                                  | 117               |
| 22.  | 2022 Prága         | 1. Monika Soćko Lengyelország 2. Gunay Mammadzada Azerbajdzsán 3. Ulviyya Fataliyeva Azerbajdzsán                                    | Lázárné Vajda Szidónia (37.) Gaál Zsóka (50.) Terbe Zsuzsanna (81.)                                                                            | 123               |
| 23.  | 2023 Petrovac      | 1. Meri Arabidze Grúzia 2. Oliwia Kiołbasa Lengyelország 3. Alekszandra Malcevszkaja Lengyelország                                   | Lázárné Vajda Szidónia (75.) | 136               |
| 24.  | 2024 Rodosz        | 1. Ulviyya Fataliyeva Azerbajdzsán 2. Natalija Buksza Ukrajna 3. Lela Javakisvili Grúzia                                             | Terbe Julianna (24.) Gaál Zsóka (35.) Hoang Thanh Trang (46.) Iván-Gál Hanna Krisztina (69.) Terbe Zsuzsanna (73.) Szente-Varga Fruzsina (97.) | 182               |